# 松島輝空
松島 輝空（まつしま そら、2007年4月29日 - ）は、京都府出身の卓球選手。Tリーグは木下マイスター東京所属。木下アカデミー所属。最高世界ランク男子シングルスカデット1位。

## 略歴
- 2020年度の全日本卓球選手権大会ジュニアの部で準優勝をして注目を集めた[2]。
- 2020年11月、木下マイスター東京に加入することが発表された[3]。
- 2021年1月、全日本卓球選手権大会ジュニアの部で最年少として出場して注目を集めたが、準々決勝で敗退した[4]。
- 2023年8月、WTTコンテンダー・リオデジャネイロ大会で、ドミトリ・オフチャロフや趙勝敏などを破り、決勝進出を果たした。決勝では、スウェーデンのマティアス・ファルクに敗れ、準優勝となった。
- 2025年1月の全日本卓球選手権大会では、準決勝で2024年王者の張本智和、決勝で2024年大会で大激戦を繰り広げた相手の篠塚大登を破り初優勝を果たした[5]。

## 人物
母方の曽祖父が元日本代表監督の田阪常雄、大叔父が世界選手権男子ダブルスで銀メダルを獲得した田阪登紀夫、祖父、祖母、両親も卓球選手（父は松島卓司、母は松島由美）、兄弟順に松島翔空、美空、愛空がいる。

## 主な戦績
2014年
- 全日本卓球選手権大会バンビの部 男子シングルス 優勝

2015年
- 全日本卓球選手権大会バンビの部 男子シングルス 優勝（二連覇）

2016年
- 全日本卓球選手権大会カブの部 男子シングルス 優勝

2017年
- 全日本卓球選手権大会カブの部 男子シングルス 優勝（二連覇）

2018年
- 全日本卓球選手権大会ホープスの部 男子シングルス 優勝
- 全日本卓球選手権大会 カデットの部 13才以下男子シングルス 優勝

2019年
- 東アジアホープス卓球大会 男子シングルス 優勝
- 全日本卓球選手権大会 ホープスの部 男子シングルス 優勝（二連覇）

2020年
- 2020年度全日本卓球選手権大会 ジュニア男子シングルス 準優勝

2021年
- 全国中学校卓球大会 男子シングルス優勝
- 世界ユース卓球選手権 U15男子シングルス 優勝、U15男子ダブルス 優勝（フェリクス・ルブランペア）、U15混合ダブルス 優勝（張本美和ペア）、U19男子団体 3位

2022年
- 全日本卓球選手権大会 ジュニア男子シングルス 準優勝

2023年
- 全日本卓球選手権大会 ジュニア男子シングルス 準優勝、男子ダブルス 準優勝（及川瑞基ペア）
- WTTコンテンダーリオデジャネイロ大会 シングルス 準優勝

2024年
- 全日本卓球選手権大会 ジュニア男子シングルス 優勝
- WTTコンテンダーチュニス 男子ダブルス 優勝 (張本智和ペア)
- WTTスターコンテンダーバンコク 男子ダブルス 優勝 (張本智和ペア)

2025年
- WTTスターコンテンダードーハ 男子ダブルス 準優勝（張本智和ペア）、混合ダブルス 優勝（張本美和ペア）

- WTTコンテンダーマスカット 男子ダブルス 優勝（張本智和ペア）
- 全日本選手権大会 男子シングルス 優勝

### Tリーグの成績
| シーズン | 所属チーム         | 背番号 | シングルス | シングルス | シングルス | ダブルス | ダブルス | ダブルス |
| シーズン | 所属チーム         | 背番号 | 出場数     | 勝利数     | 敗戦数     | 出場数   | 勝利数   | 敗戦数   |
| -------- | ------------------ | ------ | ---------- | ---------- | ---------- | -------- | -------- | -------- |
| 2020-21  | 木下マイスター東京 | #1     | 0          | 0          | 0          | 4        | 1        | 3        |
| 2021-22  | 木下マイスター東京 | #1     | 8          | 4          | 4          | 12       | 6        | 6        |
| 2022-23  | 木下マイスター東京 | #1     | 6          | 2          | 4          | 2        | 2        | 0        |
| 2023-24  | 木下マイスター東京 | #1     | 10         | 6          | 4          | 5        | 3        | 2        |
| 2024-25  | 木下マイスター東京 | #1     |            |            |            |          |          |          |

## テレビ番組
- ビートたけしのスポーツ大将 2017 〜ナインティナインも参戦SP〜（2017年2月26日、テレビ朝日）- スーパーキッズとして出演[8]
- 日本ソダテル検定（2017年4月22日、テレビ朝日）[9]
- ビートたけしのスポーツ大将 初回2時間スペシャル（2017年11月12日、テレビ朝日）[10]
- ビートたけしのスポーツ大将（2018年2月4日、テレビ朝日）[11]
- ビートたけしのスポーツ大将 一流アスリート＆次世代アスリート大集結SP！！（2018年3月11日、テレビ朝日）[12]
- ビートたけしのスポーツ大将 特別編（2019年3月3日、テレビ朝日）[13]
- ジャンクSPORTS「小野伸二・川上憲伸・吉村真晴が天才キッズと真剣勝負」（2020年3月1日、フジテレビ）[14]
- 卓球ジャパン! 16歳・松島輝空特集！（2023年10月7日、BSテレ東）[15]